# Phenax mexicanus
Phenax mexicanus är en nässelväxtart som beskrevs av Hugh Algernon Weddell. Phenax mexicanus ingår i släktet Phenax och familjen nässelväxter. Inga underarter finns listade i Catalogue of Life.